# Reunion Tower
La Torre Reunión (en inglés: Reunion Tower) es una torre de observación de 561 pies (171 m) y uno de los monumentos más reconocibles en Dallas, Texas al sur de Estados Unidos. Está situada en el 300 del bulevar Reunión (Reunion Blvd.) en el distrito Reunión del centro de Dallas, la torre es parte del complejo del Hotel Hyatt Regency, y es el décimo quinto edificio más alto en Dallas. Una estructura independiente hasta la construcción de una adición al Hyatt Regency Dallas en 1998, la torre fue diseñada por el estudio de arquitectura Welton Becket & Associados.